# 2С4 «Тюльпан»
2С4 «Тюльпан» — радянський самохідний міномет калібру 240 мм. 2С4 «Тюльпан» призначений для знищення найбільш укріплених фортифікаційних споруд, і здатен вести вогонь тактичними ядерними боєприпасами надмалої потужності.
Міномети 2С4 «Тюльпан» були використані російськими військовими при штурмі Луганського аеропорту у 2014 році та при штурмі заводу «Азовсталь» під час боїв за Маріуполь у 2022 році.
У 2017 році Росія озвучила намір модернізувати увесь парк власних установок 2С4 «Тюльпан» до 2020 року.

## Історія розробки
Після завершення Другої світової війни на озброєнні Радянського Союзу переважно були протитанкові та штурмові САУ. Основним призначенням таких САУ було безпосередній супровід піхоти та танків і стрільба по ворожих цілях прямою наводкою. Водночас у західних країнах і США були САУ, призначені для ведення вогню із закритих позицій. Поступово самохідна артилерія в цих країнах почала витісняти буксировану. Незамінність самохідної артилерії в локальних конфліктах стала очевидною, тому в період з 1947 по 1953 рік проводилися дослідження зі створення нових самохідних гаубиць, проте в 1955 році за вказівкою М. С. Хрущова більшість робіт по самохідній артилерії було припинено. Дещо пізніше Міністерство оборони СРСР дійшло висновку, що стратегічна ядерна війна малоймовірна, оскільки призведе до знищення обох воюючих сторін. У той же час більш реальними могли стати локальні конфлікти із застосуванням тактичної ядерної зброї. У 1964 році було проведено теоретичний аналіз, результати якого показали, що використання самохідної артилерії разом із командно-штабними машинами суттєво знижує час виконання вогневої задачі, а також зменшує кількість задіяного особового складу в артилерійських угрупованнях і обслуговуючих машин у дивізіоні.
Зі звільненням М. С. Хрущова розробка самохідної артилерії в СРСР була відновлена. У 1965 році Міністром оборони СРСР було затверджено програму розвитку артилерійського озброєння, що передбачала розробку комплексів, що складаються з командно-штабних машин і самохідних артилерійських гармат. У 1966 році в ОКБ-3 Уральського заводу транспортного машинобудування під керівництвом головного конструктора Г. С. Єфімова було розпочато розробку нового 240-мм самохідного міномета, а в 1967 році вийшла постанова ЦК КПРС і Ради Міністрів СРСР № 609—201 від 4 липня. Відповідно до цієї постанови офіційно почалася розробка ДКР під назвою «Тюльпан» (індекс ГРАУ — 2С4).
Головним розробником 2С4 було призначено Уральський завод транспортного машинобудування, міномет 2Б8 проєктувався в СКБ Пермського машинобудівного заводу імені В. І. Леніна. Через високу силу опору відкату в 400 тс було вирішено здійснити розвантаження шасі САУ і в бойовому положенні міномет встановлювати на опорну плиту, яка впирається в ґрунт. У період з травня по червень 1969 року було завершено виготовлення перших трьох дослідних зразків, а до 20 жовтня були завершені заводські випробування, після чого дослідні зразки були направлені на полігонні випробування. Після завершення випробувань у 1971 році самохідний міномет 2С4 «Тюльпан» був прийнятий на озброєння Радянської армії. «Тюльпан» повинен був надійти на озброєння дивізіонів артилерії резерву Верховного Головнокомандування для заміни 240-мм буксированих мінометів М-240.

## Серійне виробництво
Серійне виробництво самохідного міномета 2С4 було розгорнуто 1972 року на Уральського заводу транспортного машинобудування. Станом на 1972 рік вартість однієї самохідної артилерійської установки 2С4 становила 210 тисяч рублів. Виготовленням міномета 2Б8 займався Пермський завод імені Леніна. Виробництво 2С4 тривало до 1988 року, всього за 17 років виробництва було виготовлено 588 мінометів.

## Модернізація
У листопаді 2017 року Росія повідомила, що на озброєння сухопутних військ було доставлено першу партію модернізованих установок. На оновленій версії встановлено сучасні засоби зв'язку і керування вогнем. Було озвучено, що Росія планувала оновити весь парк близько 500 установок до 2020 року.
У випуску журналу Міністерства оборони РФ «Армейский сборник» за листопад 2021 року було запропоновано варіант модернізації мінометів 2С4 «Тюльпан» шляхом встановлення на колісне шасі Урал-63706 «Торнадо-У» (6×6). Також було запропоновано комплектувати самохідні міномети 2С4 уніфікованою транспортно-завантажувальною машиною, розробити та впроваджувати нове покоління високоточних боєприпасів та низка інших напрямків.

## Опис
Самохідна установка неймовірної сили, здатна застосовувати ядерні боєприпаси, і загалом є потужною зброєю, навіть при застосуванні звичайних боєприпасів.
Надходив на озброєння окремих артилерійських бригад резерву Головного командування. 2С4 «Тюльпан» призначений для знищення ЗЯН противника, його довготривалих фортифікаційних споруд та інженерних споруд польового типу, укріплених будівель, укритої живої сили і техніки, командних пунктів, артилерійських і ракетних батарей, та іншої бойової техніки недоступної для прямовисного артилерійського вогню.
240-мм самохідний міномет 2С4 «Тюльпан» повинен був замінити буксирований 240-мм міномет М-240 зразка 1950 р., з яким мав практично однакові балістичні характеристики. У той же час СМ 2С4 перевершував М-240 по часу життя на полі бою, та бойовій ефективності за рахунок поліпшення маневреності, прохідності, скорочення часу для відкриття вогню та відходу з вогневої позиції.

### Броньовий корпус

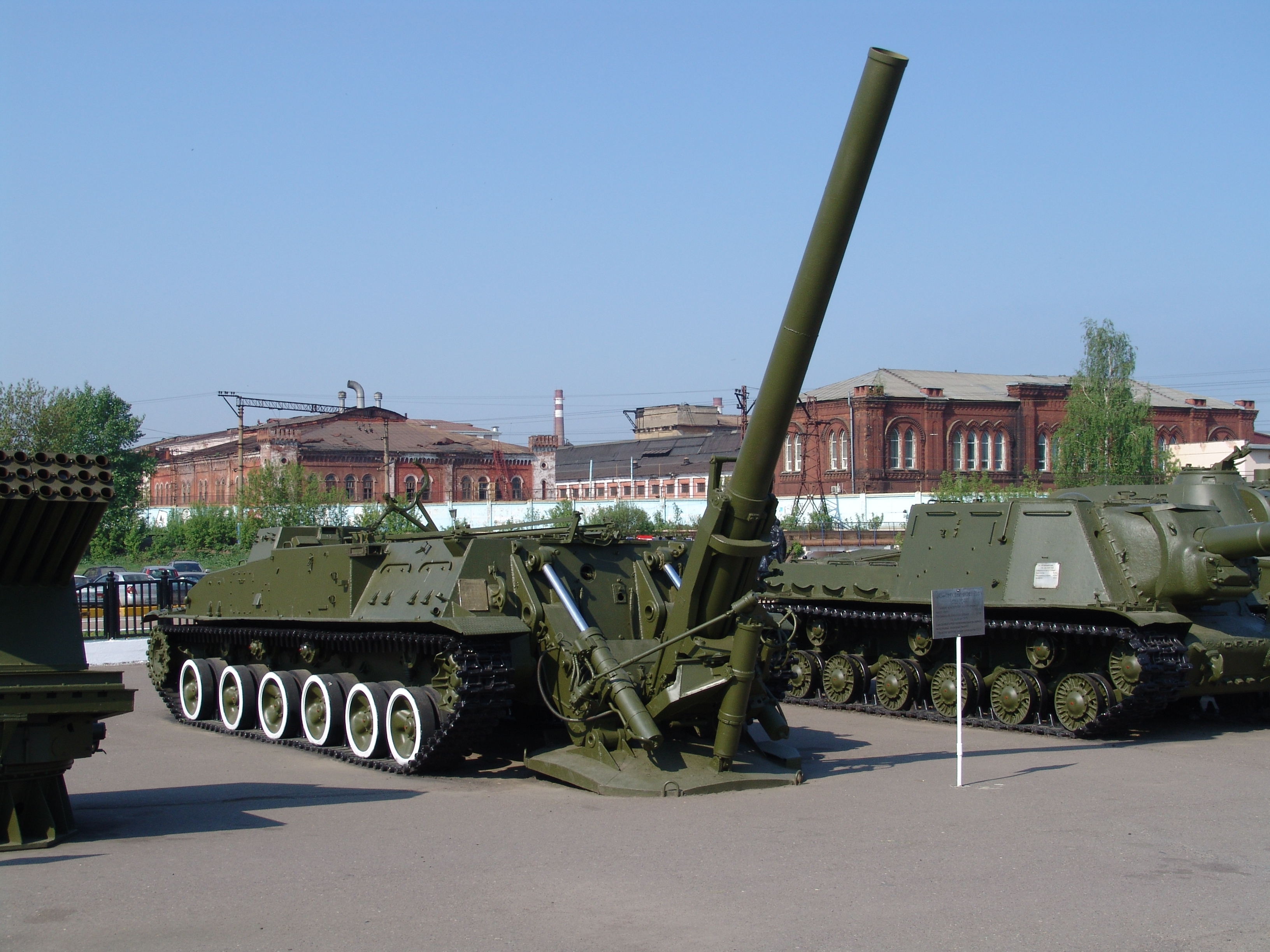
Самохідний міномет 2С4 в бойовому положенні. Музей пермської артилерії.

Самохідний міномет 2С4 «Тюльпан» виконаний за оригінальною безбаштовою схемою з відкритою установкою гармати. Корпус машини зварений із сталевих броньованих катаних листів і розділений на три відділення: силове (моторно-трансмісійне), відділення управління та бойове. У передній частині корпусу, по правому борту, розташоване моторно-трансмісійне відділення. Ліворуч від нього знаходиться місце механіка-водія з органами управління шасі. За сидінням механіка-водія встановлено робоче місце командира машини з поворотною башточкою. У середній та кормовій частинах корпусу розташоване бойове відділення. У середній частині корпусу встановлені механізовані укладки барабанного типу для розміщення возимого боєкомплекту. По обидва боки від укладок, вздовж бортів, розміщені сидіння членів екіпажу. По правому борту в передній частині знаходиться сидіння оператора, у задній — навідника. По лівому борту встановлено ще одне сидіння оператора. У кормовій частині корпусу встановлено два паливних баки. На верхньому кормовому листі корпусу встановлені балки з шарнірами, на яких закріплена артилерійська частина самохідного міномета. Міномет 2Б8 має два положення — похідне і бойове. У похідному положенні плита з мінометом розміщені на даху корпусу. У бойовому — міномет відкидається назад за допомогою гідравлічної системи і встановлюється на плиту, що впирається в ґрунт.

### Озброєння

#### Основне озброєння
Основним озброєнням є казеннозарядний 240-мм міномет 2Б8. Міномет кріпиться рамою опорної плити до балок на верхньому кормовому листі корпусу шасі 2С4.
Для грубого наведення у вертикальній площині (виставлення прицілу) і зарядження міномета використовують гідросистему.
В горизонтальній площині і для точного наведення (виставлення точних значень прицілу і кутоміру) використовують ручний привід.
Зарядження міномета відбувається при куті 90 градусів.
При зарядження з механізованих боєукладок міна подається на скеровуючі, після чого оператор споряджує міну необхідним зарядом, потім відбувається автоматичне досилання пострілу в канал ствола.
Для зарядження з ґрунту міномет 2С4 обладнаний спеціальною лебідкою. Постріл здійснює навідник міномета з допомогою спеціального виносного пульту.
Возимий боєкомплект «Тюльпану» складає або 20 фугасних мін, або 10 активно-реактивних.
Максимальна швидкострільність при куті піднесення 60° і середньому положенні ствола — 1 постріл за 62 секунди.
До основного боєкомплекту міномета 2Б8 входять фугасні міни 53-Ф-864 з максимальною дальністю стрільби в 9,65 км, а також активно-реактивні міни 3Ф2 з максимальною дальністю стрільби в 19,69 км.
В 1982 році на озброєння 2С4 був прийнятий корегований снаряд «Смельчак». Крім того, для 240-мм мінометів М-240 і 2С4 створені: запалювальні міни «Сайда», споряджені напалмом, що створюють стійкі осередки займання на площі 7850 м² навколо центру вибуху снаряду, касетні міни «Нерпа», споряджені осколково-фугасними бойовими елементами 3ОФ16, ядерні снаряди потужністю 2 кілотонни в звичайному та активно-реактивному варіантах, а також нейтронні снаряди «Смола» і «Фата».
Додатково самохідний міномет 2С4 обладнаний 7,62 кулеметом ПКТ. Кулемет встановлений на башточці командира, кути вертикального наведення дорівнюють від −6° до +15°, а горизонтального — від 164° вліво до 23° вправо.
Для особистої зброї обслуги міномета передбачені два кріплення під автомати АКМС, а також кріплення для сигнального пістолета.
Для боротьби з бронетехнікою супротивника в корпусі САУ наявні кріплення для протитанкового гранатомета РПГ-7В.
До возимого боєкомплекту додаткового озброєння входять: 1500 набоїв для кулемета, 600 набоїв для автоматів, 18 ракет до сигнального пістолета, та дві гранати для протитанкового гранатомету.

#### Боєприпаси

Артилерійські міни самохідних мінометів  2С4 «Тюльпан»
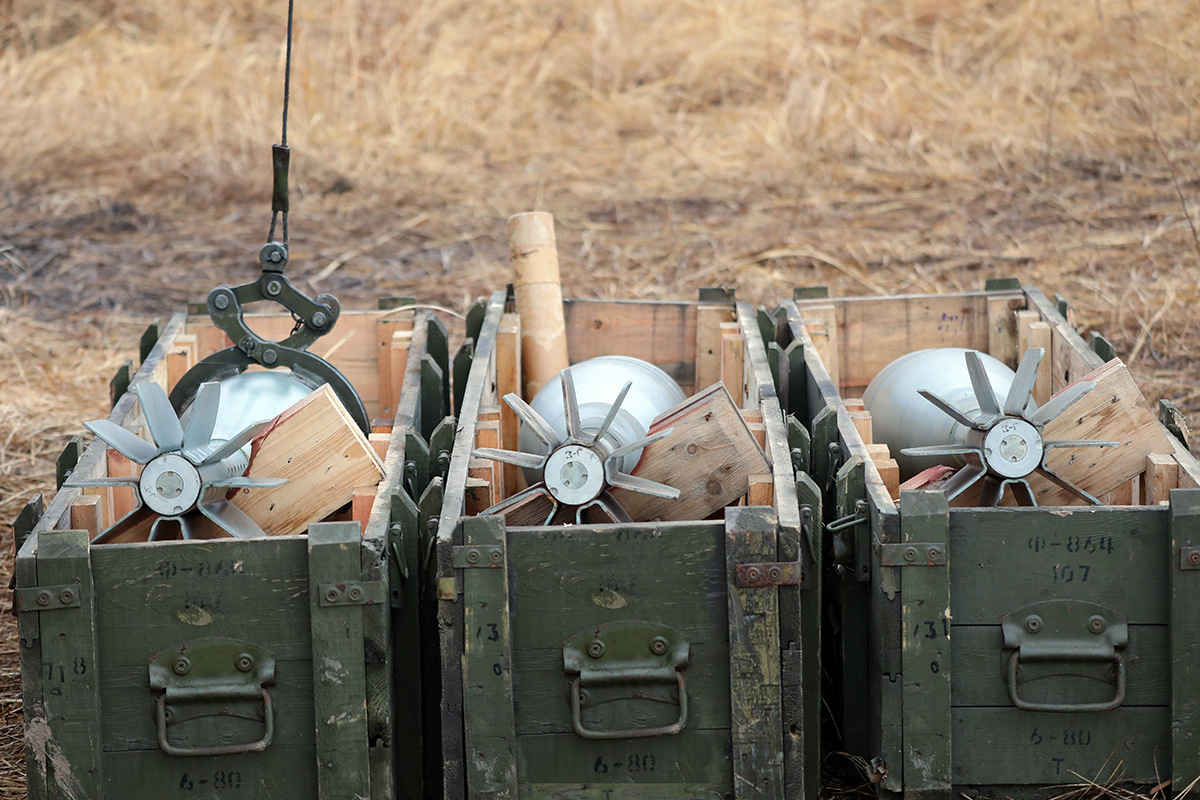
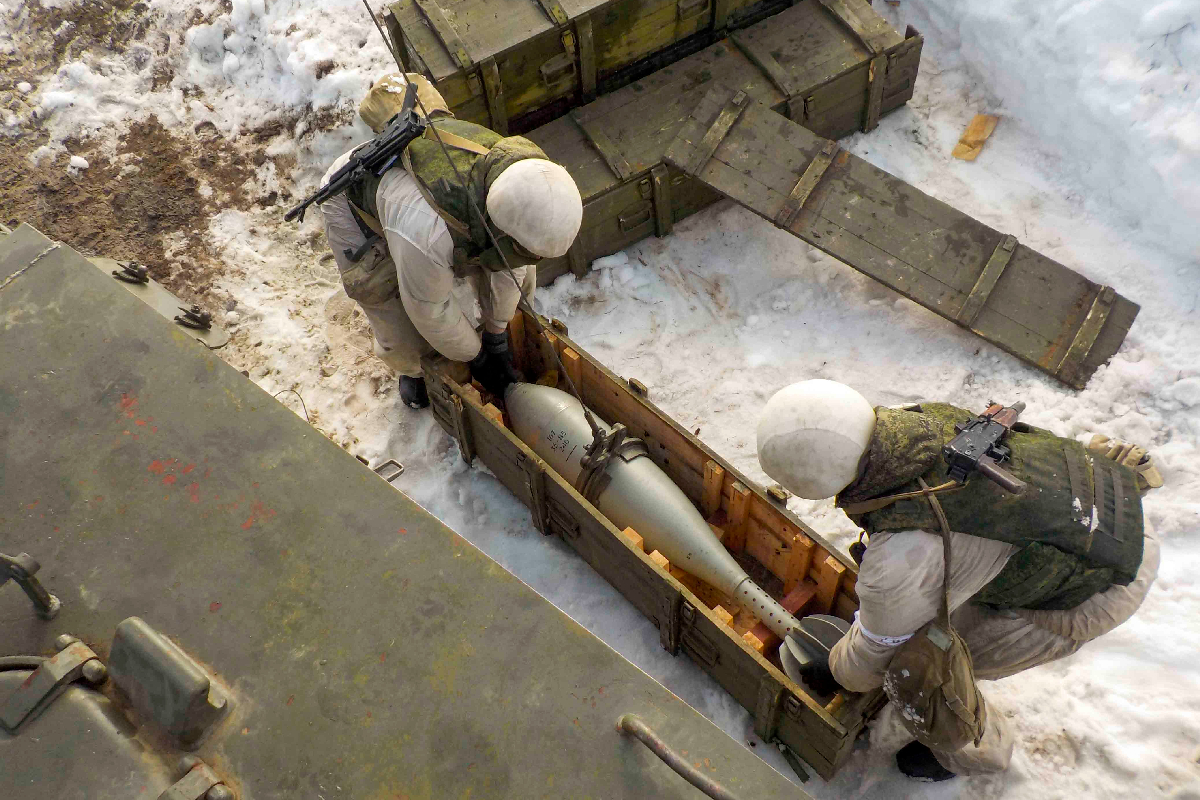

| Номенклатура застосовуваних боєприпасів САУ 2С4. |             |               |                  |                              |                  |                               |                        |
| Індекс пострілу                                  | Індекс міни | Маса міни, кг | Довжина міни, мм | Маса ВР, кг                  | Марка детонатора | Початкова швидкість міни, м/с | Дальність стрільби, км |
| Фугасні                                          |             |               |                  |                              |                  |                               |                        |
| 53-ВФ-864                                        | 53-Ф-864    | 130,7         | 1536             | 31,9                         | М-16, ГВЗМ-7     | 362                           | 0,8—9,65               |
| 3ВФ2 (активно-реактивна)                         | 3Ф2         | 228           | 2348             | 46,5                         | М-17             |                               | 7.5—19,69              |
| Запальні                                         |             |               |                  |                              |                  |                               |                        |
| ВЗ-5 «Сайда» (активно-реактивна)                 |             |               |                  |                              |                  |                               | 0,7—19                 |
| Касетні                                          |             |               |                  |                              |                  |                               |                        |
| 3ВО11 (активно-реактивна)                        | 3-О-8       | 230           |                  | 14×0,64                      | В-120Е           |                               | 7,1—19,3               |
| Кореговані                                       |             |               |                  |                              |                  |                               |                        |
| 3ВФ4                                             | 3Ф5         | 134,2         | 1635             | 32                           | 3ВТ25            | 358                           | 3,6—9,2                |
| «Смельчак-М»                                     |             | 134           | 1600             | 40                           |                  |                               | 0,9—9,5                |
| Нейтронні                                        |             |               |                  |                              |                  |                               |                        |
| «Смола»                                          |             |               |                  |                              |                  |                               |                        |
| «Фата»                                           |             |               |                  |                              |                  |                               |                        |
| Ядерні                                           |             |               |                  |                              |                  |                               |                        |
| 3ВБ4                                             | 3Б4         |               |                  | 2 кт (Тротиловий еквівалент) |                  |                               | до 9,5                 |
| 3ВБ11 (активно-реактивна)                        | 3Б11        |               |                  | 2 кт (Тротиловий еквівалент) |                  |                               | до 18                  |

#### Додаткове озброєння
- 7,62-мм танковий кулемет ПКТ — 1 шт.
- 5,45-мм автомат АКС-74 — 5 шт.
- 26-мм сигнальний пістолет СП — 1 шт.
- Гранатомет РПГ-7 — 1 шт.

### Двигун та трансмісія
На 2С4 встановлений V-подібний 12-циліндровий 4-тактний дизельний двигун В-59У сімейства В-46 рідинного охолодження з інерційним наддувом потужністю 520 К. С. Крім дизельного палива, двигун має можливість роботи на гасі марок ТС-1, Т-1 та Т-2.
Трансмісія механічна, двопотокова, з планетарним механізмом повороту. Має шість передніх та дві задніх передачі. Максимальна теоретична швидкість руху на шостій передній передачі становить 62,8 км/год. На другій задній передачі забезпечується швидкість руху до 14 км/год.

### Ходова частина
Ходова частина 2С4 є модифікованим шасі СУ-100П і складається з шести пар обгумованих опорних та чотирьох пар підтримуючих котків. У задній частині машини знаходяться напрямні колеса, у передній — ведучі. Гусенична стрічка складається з дрібних ланок із гумометалевими шарнірами зачеплення цівкового типу. Ширина кожного трака становить 484 мм при кроці 125 мм. Підвіска 2С4 — індивідуальна торсійна. На першому та шостому опорних котках встановлені двосторонні гідроамортизатори.

## Бойове застосування

### Радянська інтервенція в Афганістан
Самохідні міномети 2С4 прийшли на заміну причіпним мінометам М-240.
За офіційними даними в Афганістані перебувало 4 самохідних міномета 2С4. В цілому, за результатами застосування в Афганістані міномет 2С4 зарекомендував себе не відмінно.

### Друга російська інтервенція у Чечню
Наступним епізодом застосування мінометів 2С4 стала Друга інтервенція РФ у Чечню, зокрема, в штурмі міста Джохар наприкінці 1999-го — початку 2000 року, де вони показали високу ефективність вогню. Також їх використовували для знищення бетонних оборонних споруд в гірських населених пунктах, руйнування яких було неможливим 152-мм артилерією. 10 одиниць 2С4 24-го окремого самоходно-мінометного дивізіону мінометів великої потужності за кілька днів знищили оборонну систему збройних сил Ічкерії.

### Російсько-українська війна
Міномети 2С4 «Тюльпан» були використані російськими військовими при штурмі Луганського аеропорту у серпні 2014 року. Відповідна заява міністра оборони України Валерія Гелетея була невірно сприйнята, та ЗМІ поширили повідомлення про застосування ядерної зброї. Міномети «Тюльпан» були зафіксовані поряд із військовослужбовцями 15-ї мотострілецької бригади РФ, що саме вела бойові дії у околицях Луганська..
У квітні 2015 року начальник штабу ОК «Південь» Сергій Наєв сказав, що від початку війни українським військовим підпорядкованим ОК «Південь» вдалось знищити щонайменше один міномет 2С4.

#### Повномасштабне російське вторгнення 2022 року
Під час повномасштабного російського вторгнення 2022 року 2С4 «Тюльпан» знову були застосовані російськими загарбниками. Так, в першій половині травня 2022 року російська пропаганда поширила фото застосування 2С4 «Тюльпан» з коригованими мінами з напівактивною голівкою самонаведення за відбитим лазерним променем «Смельчак» проти захисників міста Маріуполь, що тримали оборону на території заводу «Азовсталь». Імовірно, агресор вдався до застосування установок 2С4 через наявність міцних укріплень та бункерів на території заводу.
20 травня у російській пропаганді була продемонстрована робота 2С4 «Тюльпан» з міста Рубіжне. Тоді окупанти повідомили, що 240-мм міномет бив по мосту, що сполучає Сєверодонецьк із Лисичанськом. Наступного дня, 21 травня, українським військовим вдалося знищити цей 2С4 «Тюльпан» у Рубіжному. Цей міномет зруйнував Павлоградський міст та обстрілював Сєвєродонецьк. При чому артилеристи НГУ і ЗСУ спочатку виманили самохідний міномет з ангара, а потім знищили.
28 січня 2023 року САУ M109, яка належать 72-й окремій механізованій бригаді імені Чорних Запорожців, уразила російський 2С4 «Тюльпан».
14 травня 2023 року військовослужбовці 406-ї окремої артилерійської бригади влучним пострілом знищили 240-мм міномет 2С4 «Тюльпан» російського окупаційного війська.
14 серпня 2024 року Бійці 102-ї окремої бригади територіальної оборони знищили російський самохідний міномет 2С4 «Тюльпан» за допомогою FPV-дрона. Позицію з самохідним мінометом виявили неподалік населених пунктів Чумацьке та Решетилівське на Запоріжжі.
7 вересня 2024 року 28 бригада опублікувала відео ураження двох самохідних мінометів 2С4 «Тюльпан». Російські «Тюльпани» було уражено за допомогою РСЗВ M142 HIMARS.
Станом на 7 липня 2025 року редактори Oryx Blog знайшли фото чи відео підтвердження безповоротної втрати Росією 58 самохідних мінометів 2С4 «Тюльпан», ще низка були пошкоджені.

## Оператори
- Росія — 39 одиниць на озброєнні та 160 на зберіганні, станом на 2024 рік[34].